# Poltys horridus
Poltys horridus är en spindelart som beskrevs av George Hazelwood Locket 1980. Poltys horridus ingår i släktet Poltys och familjen hjulspindlar. Inga underarter finns listade i Catalogue of Life.